# King Kong (Musical)
King Kong ist ein südafrikanisches Musical in zwei Akten, das 1958 vom Komponisten Todd Matshikiza (1921–1968) und dem Textdichter Pat Willams verfasst wurde. Im Zentrum steht der südafrikanische Schwergewichtsboxer Ezekiel Dlamini, der King Kong genannt wurde. Aufgrund seiner von afrikanischer Musik und von Jazz beeinflussten Melodien und Arrangements wurde es auch als African jazz opera bezeichnet. King Kong gilt als bekanntestes Musical Südafrikas.

## Handlung
Matshikiza verwendete seine genaue Kenntnis der von Schwarzen bewohnten Stadtteile Johannesburgs, insbesondere Sophiatowns, um ein Porträt vom Leben und Sterben des Boxers und seiner Umwelt zu zeichnen. Der 1921 geborene King Kong Dlamini erfuhr zunächst einen kometenhaften Aufstieg, um dann in die falschen Kreise zu geraten und zum Trunkenbold und Bandenschläger zu werden. Er erstach seine Freundin, bat in der Gerichtsverhandlung um die Todesstrafe und wurde stattdessen zu 14 Jahren Zwangsarbeit verurteilt. 1957 wurde er erdrosselt gefunden – vermutlich hatte er den Freitod gewählt. Im Stück lässt Matshikiza unterschiedliche Chöre und Musikgruppen auftreten, um einerseits die Großstadt, andererseits das Township zu charakterisieren.
Der Song Sad Times, Bad Times, der die eigentliche Handlung umrahmt, spielt auf den damaligen „Hochverratsprozess“ gegen führende Mitglieder des African National Congress in Pretoria an. In diesem Mammutprozess, der von 1956 bis 1961 dauerte, waren unter anderem Albert Luthuli, Walter Sisulu, Nelson Mandela und Oliver Tambo angeklagt.

## Aufführungen
Regie führte Leon Gluckman; die Arrangements besorgten der Pianist Sol Klaaste, der Tenorsaxophonist Mackay Davashe, der Altsaxophonist Kippie Moeketsi und der Komponist Stanley Glasser. Die Ausstattung und die Kostüme entwarf Arthur Goldreich.
Das Musical wurde nach der Uraufführung am 2. Februar 1959 in der Witwatersrand-Universität von Johannesburg noch in weiteren südafrikanischen Städten gespielt, in Durban, Port Elizabeth und Kapstadt. Dort dauerte die Aufführung vier Stunden; dann spielten die Musiker des Ensembles noch zum Tanz auf. Insgesamt sahen 120.000 Menschen in Südafrika das Musical.
Das Stück wurde ins Princes Theatre im Londoner West End übernommen. Dort fand die europäische Erstaufführung am 23. Februar 1961 statt. In London wurde das Musical insgesamt 201 Mal aufgeführt.

### Besetzung
Die weibliche Hauptrolle war zunächst mit Miriam Makeba als Besitzerin der Shebeen Back of the Moon in Sophiatown besetzt. An ihrer Stelle spielte in der Londoner Aufführung Peggy Phango. Die männlichen Hauptdarsteller waren Nathan Mdledle (der zur erfolgreichen Jive-Band Manhattan Brothers gehörte und den Boxer spielte) und Joseph Mogotsi (Lucky).
Insgesamt umfasste das Ensemble 72 Personen. Dazu gehörten die Musiker Hugh Masekela, Abdullah Ibrahim, Kippie Moeketsi, Jonas Gwangwa, Gwigwi Mrwebi, Abigail Kubeka und Thandi Klaasen. Caiphus Semenya nahm mit seinen Katzenjammer Kids an der Aufführung teil, Letta Mbulu als Teil der Swanky Spots. Ein Teil der Musiker kehrte nach der Aufführung in London – Sophiatown stand kurz vor dem Abriss – nicht mehr nach Südafrika zurück, sondern zog ein Exil vor.

## Plattenaufnahmen
Das Musical wurde zweimal eingespielt: Zunächst wurde es 1959 in einer Version für den südafrikanischen Markt veröffentlicht (Gallo), dann 1961 in einer etwas geglätteten Version für den europäischen Markt (London 5762). Die Erstaufnahme erschien später auch auf CD.

## Abfolge der Songs

### Erster Akt
- Sad Times, Bad Times
- Marvelous Muscles
- King Kong
- Kwela Kong
- Back of the Moon
- The Earth Turns over
- Gangsters Dance
- Damn Him!
- Party Tonight
- King Kong

### Zweiter Akt
- Be Smart, Be Wise
- Tshotsholosa-Road Song
- Quickly in Love
- In the Queue
- It’s a Wedding
- Wedding Hymn
- Death Song
- Sad Times, Bad Times[8]